# Patrick Edlinger
Patrick Edlinger (Dacs, 15 de juny de 1960 - La Palú de Verdon, 16 de novembre de 2012) va ser un alpinista francès. Va ser un dels pioners de l'escalada lliure de nivell alt i gràcies a la seva estatura mediàtica durant els anys 1980 va contribuir a divulgar i popularitzar aquesta pràctica esportiva.